# أرطغرل أيدن
أرطغرل أيدين (بالتركية: Ertuğrul Aydın)‏ ( ولد 2 مارس عام 1971، كارس ) شاعر، تركي كاتب، أكاديمي، باحث إجتماعى.

## التعليم
تعلم الابتدائية والإعدادية في كارس. ودرس الثانوية في مدرسة سيفاكوى الثانوية بإسطنبول. تخرج من جامعة اسطنبول كليه الاداب قسم 
الاداب و اللغة التركيه. وفي نفس الجامعة أكمل دراسة الدكتوراه والماجستير في معهد العلوم الإجتماعية قسم الأدب التركى الحديث.

## الحياة العملية
القصائد والمقالات التي نشرت بين عامى 1992-2010 : الهجا، فيرجول، البلد، الأدب واللغة التركيه، مجلة العلوم والهندسة، الأدب التركى، فكرالمحافظين، انعكاس، الادب الحديث، الجزيرة، السبع أقاليم ونشرت في المجلات.
ونشرت مجلة أفاز في الفن والادب بين عامى 1991-1994.
وفي عام 1993 صدر من ربال للنشر كتاب شعر باسم أخذت رغباتنا درعا. وقد نشرت في عام 2011 في طرابزون كتب باسم مخلب المطر و نهوض هذا الباب. وعمل في مدرسة الدولة في ثلاث فروع مختلفة في الادب واللغة التركية في إسطنبول.
واعتبارا من 1997 عمل محاضرا في قسم الأداب واللغة التركية بكلية الأداب والعلوم بجامعة البحر الاسود للتقنية في إسطنبول، وفي سبتمبر 2003 عمل كمحاضر في قسم التعليم التركى بكلية التربية في جامعة شرق البحر المتوسط.
وقد نشر أبحاث وتحقيقات في بجالات شتى مثل المنهجية الأدبية، النقد الأدبى، علم الأدب والنظريات، تاريخ الأدب التركى الحديث، المدارس والتيارات في أدبنا،وكتب تقرير مؤلف من عديد من اللقاءات العلمية الوطنية والدولية العلمية .أُعطيت مكانة لجهوده أيضاً في منظمات النشر الموجودة في الدول مثل ألمانيا، ومقدونيا، وفرنسا، وبلجيكا، بإستثناء تركيا وشمال تركية. وقد تم نشر الأقاليم السبعة، والهجا، والبلد، دونمتش، والشعر والمقالات في المجلات الأدبيه.
تفوق على الكتاب اللذين كانو أعضاء في الجمعيات والمنظمات مثل جمعية اتحاد الكتاب الاتراك وجمعية نادى ترابزون الرياضى ومنظمة الهواة وجمعية هوه طوابع اسطنبول، وذلك في كل من المجالات التالية، مقالة أدب علم الاجنماع، ومهمات ومجالات الادب المقارن، والحركات السيسيوليجية في القوقاز بعد الاتحاد السوفيتي، والاستراتيجيات التي تجعلنا نتمكن من التكيف مع اللذين يعيشون في عالم العولمة والثقافات المتعددة، والادب التركي من وجهة نظر علم الاجتماع ،معاير ومراجع علم الاجتماع في علاقة الادب بعلم الاجتماع والشعر بين الواقع والخيال ورواية الموت للكاتب لطيف تاكين والتي تعتبر نموذج في النصوص الادبية للتوضيح بين التشابه والاختلاف بين الحقيقة والخيال، والبيئة والخليخ في ادبنا والمواقف والتعبير والتغيرات تجاة التعليم متعدد الثقافات.

## وصلات خارجية
أرطغرل أيدن